# Caridae
Die Caridae sind die kleinste Familie innerhalb der Überfamilie Curculionoidea. Sie umfasst sechs beschriebene Arten in vier Gattungen. Ungefähr acht Arten aus Australien und eine Gattung mit sieben Arten aus Neuguinea sind in Sammlungen vertreten, aber noch nicht beschrieben. (Stand: 2014). Außerhalb der Australis sind einige Arten auch in Südamerika zu finden.

## Merkmale
Die adulten Käfer der Familie werden je nach Art zwei bis fünf Millimeter lang.
Die Caridae gehören zu den basalen Familien der Überfamilie mit geraden, ungeknieten Fühlern („Orthoceri“). Bei ihnen ist der Scapus (Schaft) verlängert, er erreicht den Vorderrand des Auges. Die Fühler sitzen nahe der Rüsselbasis, entweder an der Seite oder an der Unterseite des Rüssels, die Fühlergruben sind nicht von oben sichtbar. Sie sind ziemlich lang mit einer undeutlichen, drei- bis fünfgliedrigen Keule. Am Kopf sitzen große Augen, deren Innenränder näher beieinandersitzen als die Rüsselbreite. Die Mandibeln an der Spitze des Rüssels sind bei der Gattung Car außen und innen gezähnt, bei den übrigen nur innen. Die Caridae besitzen zwei- oder dreisegmentige Maxillarpalpen. Der Rüssel ist meist ziemlich lang und schmal, er ist gegenüber der Kopfkontur nicht abgesetzt. Die Flügeldecken tragen deutliche Streifen und Reihenpunkte sowie dichte Behaarung, diese ist zweifach und besteht aus feinen anliegenden Haaren und gröberen abstehenden Haaren. Der Hinterleib ist vollkommen unter den Flügeldecken verborgen, auch das letzte Tergit ist bedeckt. Wie typisch für viele Rüsselkäfer, schließt er fest an die Flügeldecken an, da diese innen eine zweite Kante ausgebildet haben. Die Bauchplatten (Sternite) des Hinterleibs sind alle klar getrennt mit deutlicher Gelenkmembran. Der erste Sternit ist verlängert und so lang wie der zweite bis vierte zusammen. Die Beine tragen ungezähnte, getrennte Krallen, die innen eine Verbreiterung besitzen, von der ein Sinneshaar abgeht.
Die Larven zeichnen sich, soweit bekannt, durch funktionstüchtige, zweisegmentige Beine aus, die jeweils eine Klaue tragen, während die typischen Rüsselkäferlarven beinlos sind. Außerdem besitzen sie vier oder mehr Larvenaugen (Stemmata).

## Lebensweise
Die Larven der Caridae minieren im Inneren der (weiblichen) Zapfenanlagen von Nadelbäumen. Die südamerikanischen Arten sind an Zypressengewächse (Cupressaceae) gebunden. Die australischen Arten der Gattung Car leben an Schmuckzypressen (Callitris). In Neuguinea sind Steineibengewächse (Podocarpaceae) als Nahrungspflanze beobachtet worden. Man findet die Käfer auf ihren Wirtspflanzen in den Monaten Oktober bis März, wenn auf der Südhalbkugel Sommer herrscht. Das Weibchen frisst, soweit bekannt, mit seinem Rüssel ein Loch in die noch grüne, unreife Zapfenanlage, in das es anschließend sein Ei legt. Pro Zapfen wird ein Ei abgelegt. Die Larve ernährt sich von den jungen Samen. Bei zumindest einer Art, Car condensatus, wurde eine Verpuppung im Boden beobachtet.

## Verbreitung
Die artenarme Familie wird als Reliktgruppe aufgefasst. Sie ist ausschließlich auf der Südhalbkugel verbreitet, mit zwei weit getrennten Verbreitungen: Einmal in Australien und Neuguinea, andererseits in Südamerika. Ein solches Verbreitungsmuster wird mit einem Ursprung auf dem früheren Südkontinent Gondwana in Verbindung gebracht.

## Systematik und Taxonomie
Die 1897 von Blackburn aus Australien beschriebene Gattung Car wurde wegen ihrer eigentümlichen Merkmalskombination von Taxonomen verschieden einsortiert. 1992 schlug Thompson erstmals für sie eine eigenständige Unterfamilie Carinae vor, die von Zimmerman zur Familie Caridae hochgestuft wurde. Diese Auffassung hat sich durchgesetzt.
Die systematische Position der Caridae ist umstritten. Sie werden aufgefasst als Schwestergruppe der Familie Brentidae oder, häufiger, der Brentidae und der Curculionidae zusammen. Eine ebenfalls vorgeschlagene engere Beziehung zur Familie Belidae wird heute meist abgelehnt. Eine weitere Auffassung stellt sie als Unterfamilie in eine (weitgefasste) Familie Ithyceridae.
Neuere phylogenomische Analysen zeigen die Caridae als Schwestergruppe zu den Brentidae und Curculionidae.

## Fossilien
Die Zuordnung von fossilen Arten zu dieser Familie, die durch zahlreiche plesiomorphe Merkmale gekennzeichnet ist, ist außerordentlich problematisch. Zherikin und Gratshev haben die bis dahin ausschließlich fossil bekannte, ausgestorbene Familie Eccoptarthridae mit den rezenten Caridae gleichgesetzt. Da der Name Eccoptarthridae älter ist, hätte er danach Priorität und auch die rezente Familie müsste dann diesen Namen tragen. Dieser Namenswechsel wurde von einigen Taxonomen akzeptiert, von anderen zurückgewiesen und hat für erhebliche Konfusion gesorgt. Viele Taxonomen lehnen die Gleichsetzung ab und betrachten die Caridae und die Eccoptarthridae als voneinander verschiedene Gruppen; einige betrachten sie als Unterfamilie der Nemonychidae. Die Gleichsetzung mit den Caridae wird vor allem mit der Struktur der Tarsen begründet, bei denen sowohl das erste wie auch das dritte Tarsenglied erweitert sind. Eccoptarthridae sind seit dem oberen Jura nachgewiesen.

## Gattungen und Arten
- Gattung Car
  - Car condensatus
  - Car intermedius
  - Car pini
- Gattung Carodes
  - Carodes relevatus
- Gattung Caenominurus
  - Caenominurus topali
- Gattung Chilecar
  - Chilecar pilgerodendris